# Acanthoderes quatuordecimguttata
Acanthoderes quatuordecimguttata es una especie de escarabajo del género Acanthoderes, familia Cerambycidae. Fue descrita científicamente por Schönherr en 1817.
Se distribuye por el continente americano.